# 1968年メキシコシティーオリンピックのインド選手団
1968年メキシコシティーオリンピックのインド選手団（1968ねんメキシコシティーオリンピックのインドせんしゅだん）は、1968年10月12日から10月27日にかけてメキシコの首都メキシコシティーで開催された1968年メキシコシティーオリンピックのインド選手団、およびその競技結果。

## 概要
今大会は銅メダル1個を獲得した。

## メダル
| メダル | 選手名 | 競技     | 種目 |
| ------ | ------ | -------- | ---- |
| 銅     | [[]]   | ホッケー | 男子 |